# Cephalocoema pararostrata
Cephalocoema pararostrata is een rechtvleugelig insect uit de familie Proscopiidae. De wetenschappelijke naam van deze soort is voor het eerst geldig gepubliceerd in 1981 door Piza.